# زنیت پاریس
زنیت پاریس (انگلیسی: Zénith Paris) یک سالن چند منظوره در پاریس، فرانسه است.
این سالن که در سال ۱۹۸۴ تأسیس شده دارای ۶٬۲۹۳ نفر ظرفیت می‌باشد و هم‌اکنون به عنوان سالن اجرای موسیقی از آن استفاده می‌شود.